# Iona Nikitchenko
O Major-General Iona Timofeevich Nikitchenko (em russo: Иона Тимофевич Никитченко; 28 de junho de 1895 - 22 de abril de 1967) foi um juiz russo que atuou na Suprema Corte da União Soviética. Posteriormente, atuou no Tribunal Militar Internacional durante os julgamentos de Nurembergue como juiz da União Soviética.

## Início da vida e carreira
Iona nasceu em uma família de camponeses em khutor Tuzlukov (atual Oblast de Rostov). Ele estudou no Instituto Agrícola local e, desde 1916, era bolchevique. Sua experiência no tribunal começou em maio de 1920, quando foi nomeado presidente-deputado do Tribunal Militar do Grupo do Exército de Semirechye durante a Guerra Civil. Durante a Guerra Civil Russa, ele participou das linhas de frente na Ásia Central. Em 1924, foi nomeado membro do Colegiado do Tribunal Militar do Distrito Militar de Moscou.
Como vice-presidente do Colegiado Militar da Suprema Corte da União Soviética, Nikitchenko presidiu alguns dos mais notórios julgamentos de Josef Stalin durante o Grande Expurgo, de 1936 a 1938, e condenou Lev Kamenev e Grigori Zinoviev.

## Julgamentos de Nurembergue

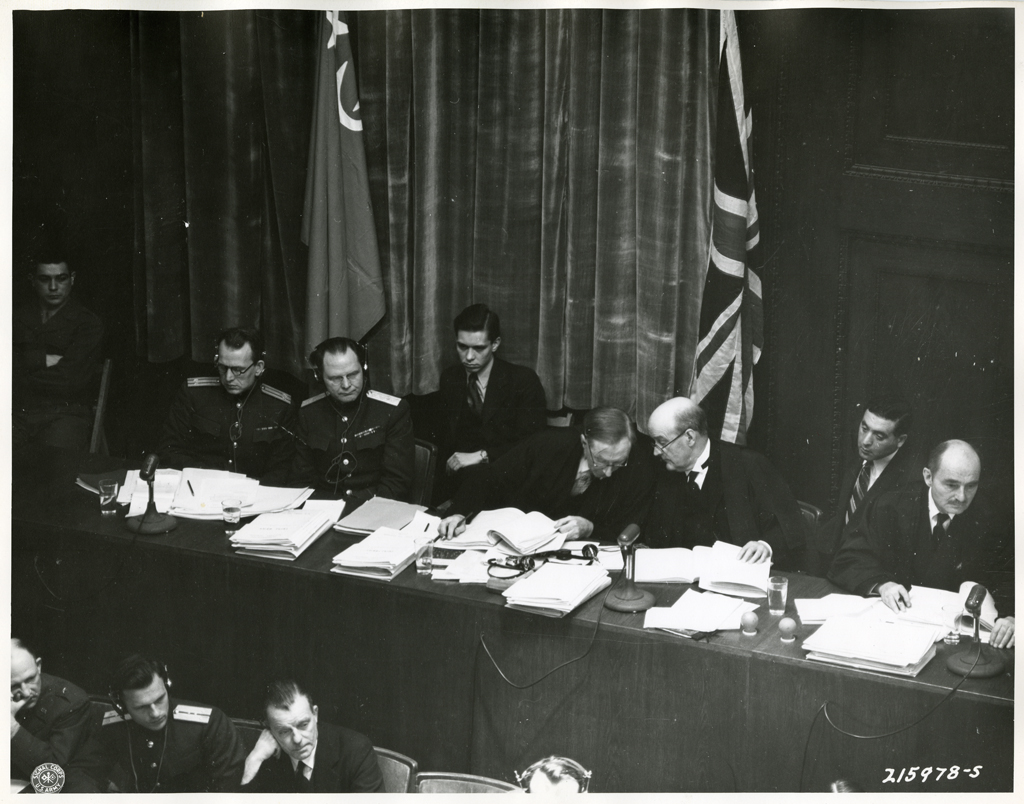
Painel de juízes e advogados nos julgamentos de Nurembergue.

Nikitchenko foi um dos três principais redatores da Carta de Londres. Ele também foi o juiz da União Soviética nos julgamentos de Nurembergue e foi presidente da sessão em Berlim. Os preconceitos de Nikitchenko ficaram evidentes desde o início. Antes de o Tribunal se reunir, Nikitchenko explicou a perspectiva soviética dos julgamentos:
"Estamos lidando aqui com os principais criminosos de guerra que já foram condenados e cuja condenação já foi anunciada pelas declarações de Moscou e da Crimeia [Yalta] pelos chefes dos governos [aliados] .... A ideia é garantir uma punição rápida e justa para o crime."
Nikitchenko discordou das absolvições de Hjalmar Schacht, Franz von Papen e Hans Fritzsche; ele também defendeu uma sentença de morte para Rudolf Hess, que acabou sendo condenado à prisão perpétua pelo tribunal. Nikitchenko disse, na preparação para os julgamentos: "Se... o juiz deve ser imparcial, isso só levaria a atrasos desnecessários." Nikitchenko também considerou os julgamentos da maioria incorretos com relação ao Gabinete de Hitler, ao Estado-Maior General da Alemanha e ao Oberkommando der Wehrmacht.
Nikitchenko temia uma punição em um nível muito brando. No momento da deliberação final, ele reexaminou o caso de Hess e votou a favor da sentença de prisão perpétua para que não houvesse a oportunidade de Hess se safar com um grau menor de punição.

## Fase final da carreira

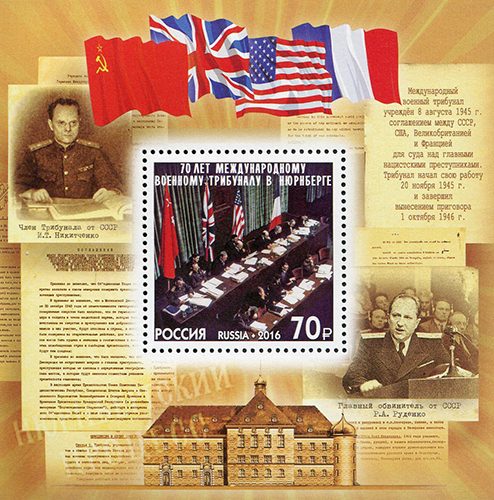
Cartão postal russo, emitido em 14 de dezembro de 2016 e dedicado ao 70º aniversário do Tribunal Militar Internacional em Nurembergue, com imagens de Iona Nikitchenko e Roman Rudenko.

Em março de 1946, Nikitchenko foi reeleito para a Suprema Corte da União Soviética e, até julho de 1949, trabalhou como vice-presidente desse órgão. De agosto de 1949 a setembro de 1951, foi chefe do departamento de embarcações de transporte aquático do Ministério da Justiça. Ele se aposentou em 1951.
Iona Nikitchenko morreu em 1967 e foi enterrado no Cemitério Vvedenskoye, em Moscou.